# مؤشر أسعار المنتج

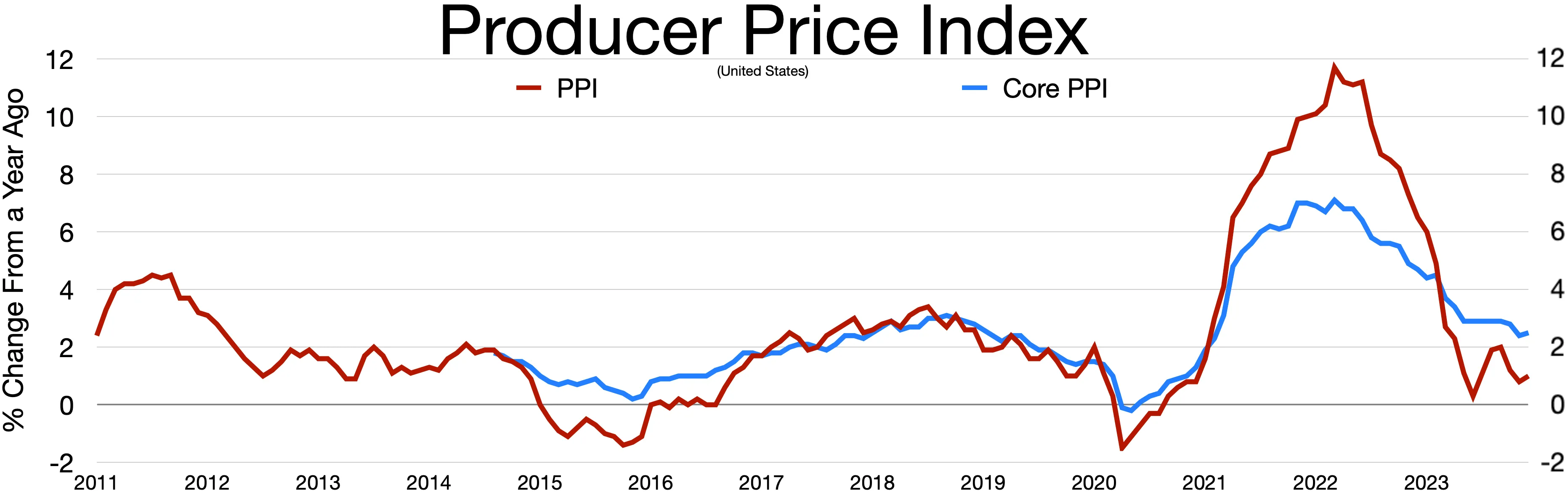
Producer Price Index
PPI final demand
Core PPI

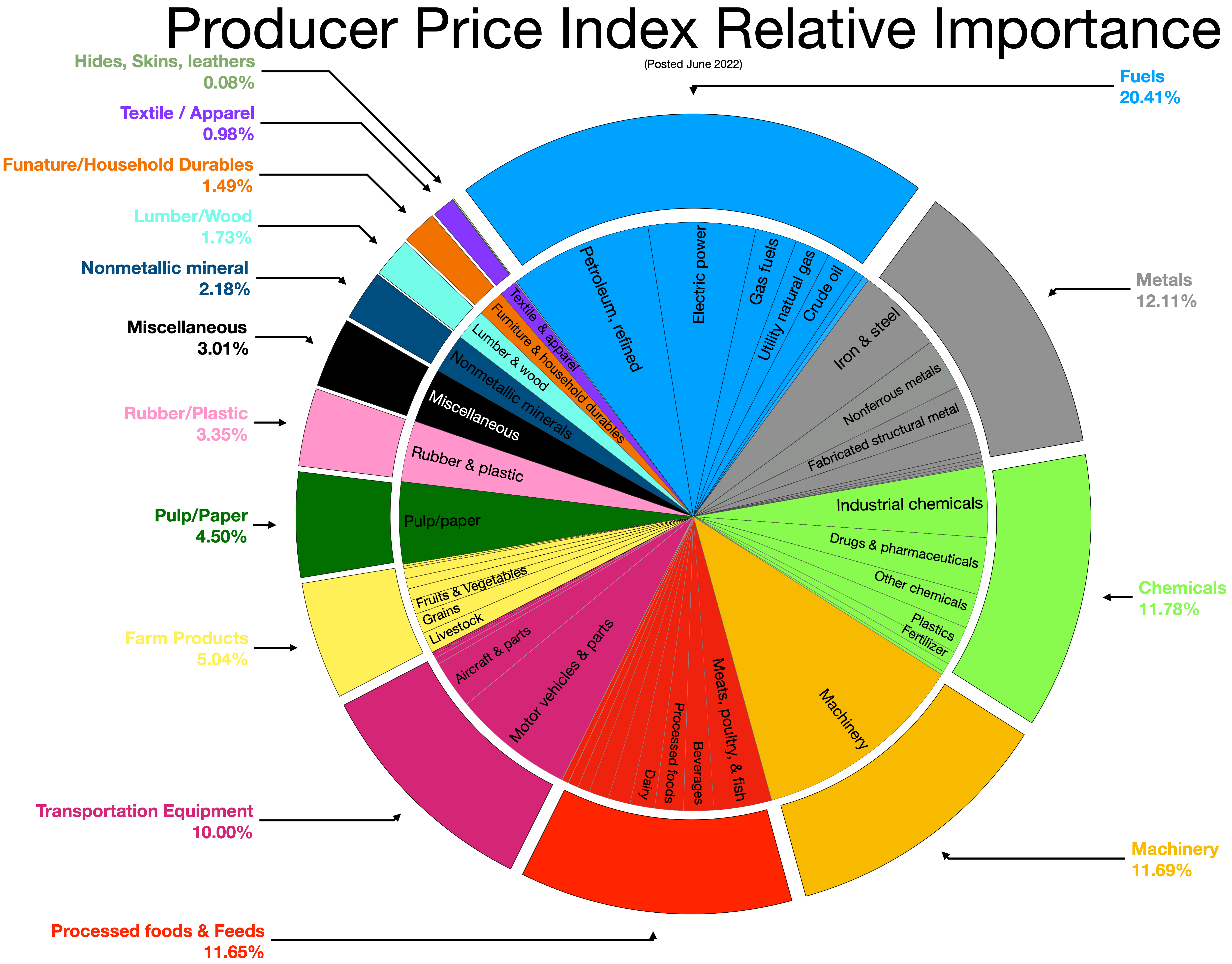
الأهمية النسبية لمؤشر أسعار المنتجين في الولايات المتحدة للسلع
Fuels
فلز
صناعة كيميائية
آللات
طعام سهل التحضير
Transportation equipment
Farm products
لب ورق / ورق
مطاط / لدائن
Miscellaneous
لا فلز معدن
خشب منشور / خشب
أثاث / بضائع منزلية
نسيج (قماش) / ملابس
إهاب والجلد

مؤشر أسعار المنتجين ( PPI ) هو مؤشر أسعار يقيس متوسط التغيرات في الأسعار التي يتلقاها المنتجون المحليون مقابل إنتاجهم.[بحاجة لتوضيح] 